# Storia della geologia
La geologia è la scienza che tratta della composizione, struttura, storia ed evoluzione della crosta terrestre e indaga i processi che l'hanno plasmata.
I fenomeni geologici (terremoti, eruzioni di vulcani, fenomeni di erosione, alluvioni, ecc..) hanno da sempre condizionato l'umanità, talvolta manifestandosi con effetti vistosi o catastrofici. La prima traccia di un interesse dell'uomo per i processi geologici è una pittura murale che mostra un'eruzione vulcanica del Neolitico, avvenuta a Çatal Hüyük (Turchia) e risalente al VI millennio a.C. L'antichità si preoccupa poco di geologia e, quando lo fa, i suoi scritti non hanno un'influenza diretta sulla fondazione della geologia moderna del XVIII secolo; l'erosione e il trasporto fluviale dei sedimenti sono tuttavia conosciuti già dai greci. La nozione di strato appare esplicitamente solo brevemente durante il periodo arabo classico e in maniera più approfondita in Cina, ma questi apporti non influenzano affatto la nascita della geologia moderna. La stessa situazione perdura durante il Medioevo e il Rinascimento; nessun paradigma emerge, gli eruditi restano divisi sull'importante questione dell'origine dei fossili.
La nascita della geologia moderna è di difficile datazione. Descartes è il primo a pubblicare nella quarta parte dei Principia philosophiae del 1644 una teoria della Terra. Niccolò Stenone nel 1669 pubblica a Firenze il De solido intra solidum naturaliter contento Dissertationis  Prodromus in cui descrive i principi fondamentali della stratigrafia. James Hutton pubblica nel 1795 Teoria della terra, con prove ed illustrazioni (Theory of the Earth, with Proofs and Illustrations). William Smith, Georges Cuvier e Alexandre Brongniart nel 1800 fondano la biostratigrafia. Charles Lyell scrive nel 1830 i Principi di geologia. Verso il 1750 la geologia non è ancora formata in quanto scienza, mentre già dal 1830 è definitivamente stabilita e possiede le sue proprie società sapienti e pubblicazioni scientifiche.

## Geologia prescientifica

### I greci e i romani
Parecchie teorie, dove si mescolano credenze religiose e osservazioni, nascono in quest'epoca, in Grecia e dopo nell'Impero romano, in India, in Cina. La mineralogia e la vulcanologia per gli antichi non hanno nessun rapporto fra loro. Presso i greci, la geologia non è una scienza separata come l'astronomia ma fa parte della geografia, ciò che Karl Alfred von Zittel riassume con un laconico «Non esiste la geologia antica». Tuttavia qualche valida intuizione esiste, talvolta correttamente o almeno razionalmente fondata.
Aristotele introducendo la nozione di ciclo, a proposito del corso dei fiumi, considera che i continenti possono diventare mari e viceversa e soprattutto che la concatenazione di piccole cause per i lunghi periodi può produrre grandi effetti. La cattiva interpretazione della presenza di fossili, per Teofrasto, un seguace di Aristotele, resta comunemente avallata fino alla rivoluzione scientifica del XVII secolo. L'opera di questo antico greco sapiente, tradotta in latino e in altre lingue, servirà da riferimento per circa duemila anni.
Stratone di Lampsaco effettua un'analisi dei fenomeni d'erosione e dei trasporti fluviali dei sedimenti agli estuari. Ancora più notevole dal lato metodologico è l'esistenza di veri dibattiti secondo cui la Terra è esistita dall'eternità. L'argomento dell'erosione è osteggiato da Zenone di Cizio: «se la Terra non aveva mai avuto un inizio [...] tutti o monti sarebbero stati appianati allo stesso livello, tutte le colline sarebbero state riportate allo stesso livello delle pianure».
Strabone nella sua Geografia, libro XII, cap. 2 e 4, parla di corrispondenza delle «sporgenze e rientranze in perfetta opposizione» in un canyon nel fondo del quale scorre un fiume, per sporgenze e rientranze egli vuole significare i letti tagliati dal fiume ma senza includere la nozione di letto. Nello medesimo passaggio riconosce l'esistenza del trasporto del limo da parte dei fiumi e l'avanzare delle terre che possono risultare nei loro estuari. Strabone rifiuta anche la teoria d'Eratostene che spiega la causa della presenza dei fossili derivata da un livello più elevato del Mar Mediterraneo che esisteva quando in un passato mitico lo stretto di Gibilterra era chiuso. Strabone invoca una causa attuale e osservabile, i terremoti, per spiegare l'innalzamento dei fondi marini che condussero alla presenza di fossili nei luoghi elevati. Questa introduzione di causa osservabile per spiegare fenomeni anteriori è una delle innovazioni apportate dai greci che, senza spiegarli, considerano che si siano potuti produrre in una maniera più violenta in passato; per loro l'osservazione di un terremoto conduce a pensare all'innalzamento di un'isola, convalidando implicitamente l'esistenza di un sisma ben più violento che avrebbe sollevato zone molto più estese. Questa teoria dei greci è dunque differente dal principio dell'attualismo scoperto nel XVIII secolo.
La geologia antica non è affatto inesistente, ma gli errori sono numerosi, in parte aggiunti da compilatori come Plinio il Vecchio, autore di un'opera di qualità molto discontinua, in parte durante il Medioevo. Questi errori e l'utilizzazione dei testi greco-romani durante il Medioevo come argomento d'autorità dà a questa scienza una reputazione solforosa; la geologia moderna del XVIII secolo non eredita direttamente dalla geologia antica.

### I Padri della Chiesa
I Padri della Chiesa si consacrano prima di tutto alla difesa della fede cristiana. Se si parla di geologia dunque, è solo con lo scopo di corroborare quando è scritto nella Bibbia. Molti di loro, Tertulliano, Eusebio di Cesarea..., riconoscevano i fossili di conchiglie e di pesci come animali pietrificati, concludendo ed avvalorando la veridicità del Diluvio universale. Gli apporti dei greci e dei romani vengono modificati per farli corrispondere alla Bibbia. L'idea dei lunghi tempi geologici è abbandonata da Isidoro di Siviglia ma l'applicazione della creazione del mondo in sei giorni in geologia non diventa influente se non nel XVII secolo.

### La Cina

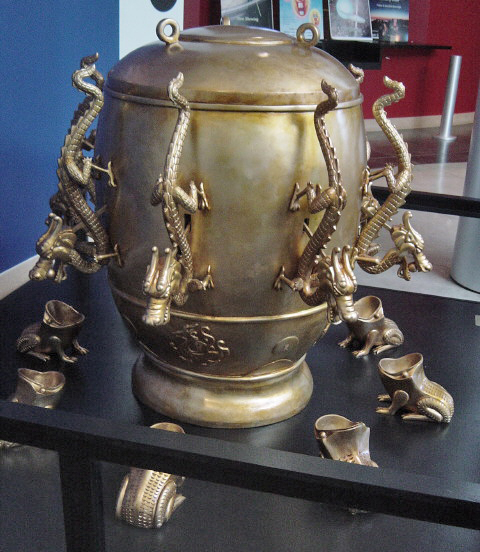
Copia del sismografo di Zhang Heng, lo Houfeng Didong Yi

I fossili sono conosciuti in Cina dal I secolo a.C. ma non sono sempre correttamente identificati con le specie moderne; i resti di un mollusco sono presi per ali d'uccello, le vene nelle rocce sono confuse con dei fossili. L'erudito Shen Kuo (1031–1095) osserva dei fossili nei differenti strati geologici della montagna T'ai-hang Shan, deducendo che l'erosione e il deposito di limo abbiano rimodellato i terreni e che queste montagne furono a un tempo situate a livello del mare. Shen Kuo pensa similmente che le piante fossili erano la prova dei cambiamenti graduali avvenuti nel clima.
La Cina è frequentemente devastata dai terremoti e la sismologia viene studiata senza che una teoria concernente le loro cause sia mai stata emessa. L'apporto principale è tecnologico con l'invenzione del primo sismografo. L'apparecchio è composto da una massa pesante in equilibrio in una giara capace d'indicare la direzione generale del sisma; Sono stati costruiti molti sismografi di questo tipo.
Il lavoro dei cinesi non sarà conosciuto in Europa che molto tempo dopo la nascita della geologia moderna.

### Il periodo arabo classico
Il periodo arabo classico è principalmente influenzato dagli autori greci, direttamente o indirettamente dalla traduzione del greco in siriaco o tramite l'intermediazione dei Persiani; benché le connessioni con la scienza cinese siano conosciute in certi luoghi, la sua influenza è piuttosto debole o inesistente per quanto riguarda la geologia.
Le Rasâ’il al-Ikhwân al-Safâ’ -- Le epistole dei Fratelli della Purezza, contengono una descrizione completa di un ciclo geologico: l'erosione prodotta dai sedimenti trasportati dai fiumi al mare che poco a poco si riempie. Questa descrizione si avvicina a quella di Aristotele ma in modo più dettagliato, apportando una nuova idea importante: la stratificazione degli strati sedimentari nel fondo dei mari, arrivando a un tentativo di spiegare l'orogenesi: «[i mari] depositano sabbia, argilla e ciottoli sul suo fondo, strato su strato [...] ammucchiando gli uni sugli altri formano così nel fondo dei mari montagne e colline». I Fratelli della Purezza introdussero l'idea di un'asimmetria nella forma della Terra; i mari e le terre sono due sfere aventi centri distinti e non possono dunque mai interamente ricoprire le terre.
Avicenna è più influente dei Fratelli della Purezza, tuttavia i suoi apporti son meno interessanti; inoltre il suo testo è conosciuto in Occidente attraverso una traduzione di Alfred de Sareshel verso il 1200 che taglia il testo. Questo testo, De mineralibus, sarà prima attribuito ad Aristotele ed è spesso utilizzato nel Medioevo dagli alchimisti sebbene Avicenna nell'originale lo condanni. De mineralibus contiene due parti concernenti la geologia, Della congelazione delle pietre e Della causa delle montagne. I fossili vi sono descritti come l'inclusione di animali e vegetali convertiti in pietre da una virtù pietrificante dei terreni sassosi. La parte esplicativa del fenomeno, "le terre contenenti i fossili marini che una erano volta immersi", è mancante nel testo latino. Avicenna spiega le montagne tramite due cause: i terremoti che sollevano il suolo e in misura inferiore l'erosione che lascia intatti i rilievi più duri. Avicenna conosce anche la stratificazione spiegandola come formata dalle progressioni e regressioni successive dei mari, ed ogni strato è dovuto a uno di queste progressioni. Questa porzione del testo è anch'essa mancante nella versione latina di Sareshel.

### Il Medioevo europeo
Malgrado una certa censura da parte della Chiesa il carattere della scienza del Medioevo è relativamente libero. Se le autorità religiose propendono talvolta verso il dogma con l'interdizione di certe tesi di Aristotele verso il 1210, revocata nel 1234 per poi di nuovo essere condannate nel 1277, alcuni pensatori considerano che la scienza non sia incompatibile con la fede cristiana. Questa scienza trova il suo apogeo nella creazione delle prime università in occidente con l'avvento della scolastica. Eruditi come Roberto Grossatesta, Ruggero Bacone, Tommaso d'Aquino o Guglielmo d'Ockham sono degli scienziati. La condanna del 1277 è la premessa di una separazione della fede e della scienza, avallando così la dottrina della doppia verità, una concernente la fede e l'altra la ragione, verità che possono essere in contraddizione.
Alberto Magno riprende una parte delle idee di Aristotele e di Avicenna. Nell'ambito della geologia studia i fossili del bacino parigino ma sembra incerto sulla loro origine, da un lato cita Avicenna attribuendo loro un'origine animale, dall'altro evoca la possibilità che i fossili siano creati direttamente dalle pietre senza che abbiano un'origine biologica. Questa ambiguità è condivisa da altri autori del Medioevo. Ristoro d'Arezzo arriva a pensare ad una origine organica dei fossili, Pietro d'Abano al contrario considera che siano generati nel suolo dall'azione degli astri . Ristoro d'Arezzo emette anche una teoria sull'origine delle montagne: una forma d'attrazione da parte delle stelle tende a sollevare la superficie della Terra. Curiosamente egli considera questa forza proporzionale alla distanza, al contrario della forza esercitata da una calamita o dalla gravitazione che rimane ancora da scoprire.
Giovanni Buridano ha l'idea di una composizione della Terra in due emisferi asimmetrici, forse ispirato dai fratelli della purezza. Le terre sono più leggere degli oceani e il sole riscalda le terre alleggerendole. Questo alleggerimento provoca un sollevamento delle terre combattuto dai fenomeni d'erosione. L'emisfero nord con una maggioranza di terre è più leggero dell'emisfero sud, il centro di gravità è eccentrico. Buridano utilizza una scala dei tempi incompatibile con la Bibbia; i fenomeni che egli descrive richiedono almeno diverse decine di milioni di anni e, inoltre, egli scollega anche le cause dell'astronomia, invocando solamente il Sole e non più le stelle. I suoi manoscritti non saranno mai dati alle stampe. Leonardo da Vinci riprende in parte l'idea dell'asimmetria del globo, ma Buridano ha meno influenza sul suo successore Alberto di Sassonia che reintrodusse l'astronomia nei cicli di formazione delle montagne. Buridano non rigetta l'idea del diluvio ma considera che un tale fenomeno non può avere delle cause naturali.

### Il Rinascimento e il XVII secolo

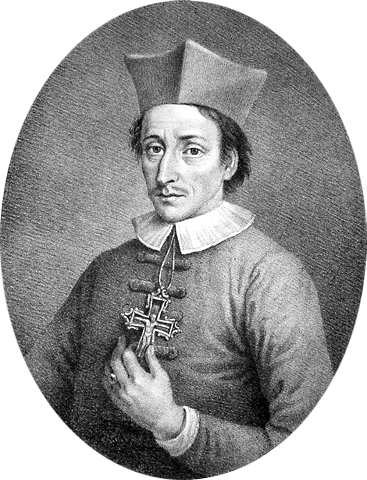
Niccolò Stenone, padre della geologia.

Il Rinascimento ha inizio nel XIV secolo in Italia per propagarsi nel resto dell'Europa tra il XV e il XVI secolo. L'incisione su legno poi su rame e l'invenzione dei caratteri mobili nella tipografia permette il diffondersi di autori moderni ed antichi. La caduta di Bisanzio permette l'arrivo di un grande numero di manoscritti ed eruditi di lingua greca in occidente, ma questa scoperta dei testi greci è anteriore alla caduta dell'Impero bizantino. Il Rinascimento è piuttosto un periodo di transizione che di effettiva rottura. Malgrado questo ambiente propizio la geologia progredisce poco durante questo periodo.
L'origine dei fossili, biologica o no, comincia ad essere realmente dibattuta a partire dal 1500, dibattito che prosegue durante la maggior parte del XVII secolo. All'inizio del Rinascimento l'origine animale non viene messa in dubbio dalla maggioranza degli autori, e le principali divergenze riguardano le cause che hanno portato alla formazione dei fossili, soventi di origine marina, all'interno delle terre.
Per gli autori del Rinascimento le montagne sono il risultato dell'erosione (Da Vinci, Agricola, Bernard Palissy) oppure dei rilievi la cui esistenza risale alla creazione della Terra; fuochi sotterranei sono menzionati per spiegare il vulcanismo e i terremoti, ma queste cause non sono applicate all'orogenesi.
L'origine delle sorgenti è frequentemente riportata a un'origine oceanica, l'acqua degli oceani circola sotto la Terra e riaffiora. Durante il Rinascimento la profondità degli oceani non è conosciuta e lo stesso Palissy, il quale confuta questa teoria, considera che certe parti della superficie degli oceani sono più elevate della Terra.
Leonardo da Vinci non s'interessa né alla vulcanologia né ai terremoti. Non pubblica ciò che scrive sui fossili e l'erosione e la sua influenza è difficile da stimare. Confuta inoltre la teoria sulla genesi dei fossili sul posto e le teorie basate sul diluvio, in particolare nel Codice di Leicester. Ancora in questo codice identifica fra gli altri gli strati presenti di due lati di una valle erosa dalla presenza di un fiume. Leonardo da Vinci non riesce a presentare una teoria globale della terra; gioca con molte idee, quella di una terra scavata, quella di una terra riempita d'acqua o ancora riprendendo le idee di Alberto di Sassonia e di Buridano.
I principali apporti di Bernard Palissy sono contenuti nel trattato delle Acque e fontane (Eaux et fontaines) dove confuta l'opinione frequentemente accettata fin dall'antichità di una origine oceanica delle sorgenti e dimostra che l'acqua dei fiumi proviene dalla pioggia. Palissy ammette l'origine biologica dei fossili ma rigetta una provenienza marina o che essi siano l'apporto derivato dal diluvio; per lui i fossili sono resti d'animali d'acqua dolce provenienti dai fiumi. Sulla questione dei fossili, Palissy non è un innovatore; i suoi apporti restano inferiori a quelli di Leonardo da Vinci.
Il grande umanista Georg Agricola (1494–1555) riassume le conoscenze minerarie e metallurgiche del suo tempo nella sua più celebre opera De re metallica che apparve postuma nel 1556. Quest'ultima comporta anche un'appendice intitolata Buch von den Lebewesen unter Tage (Libro delle creature sotterranee). Tratta particolarmente di energia eolica ed idrodinamica, del trasporto e della fusione dei minerali, dell'estrazione di differenti giacimenti, costituendo dunque il libro un vero e proprio trattato di metallurgia. Il De re metallica tratta anche della successione degli strati trovati al di sopra delle miniere in Sassonia, senza tentare di fornire spiegazioni. L'opera di Agricola che concerne più la geologia è pubblicata nel 1544 sotto il titolo De ortu et causis subterraneorum; contiene una critica delle ipotesi antiche e pone i primi fondamenti di ciò che diventerà poi la geomorfologia per la sua descrizione riguardo all'erosione.
Nel corso del XVII secolo si distinse la figura del geologo danese Niccolò Stenone, il padre della geologia, autore del "De solido intra solidum naturaliter contento dissertationis prodromus" (1669)

## L'epoca moderna
All'alba del XVIII secolo, Jean-Étienne Guettard e Nicolas Desmarest effettuano misurazioni nel centro della Francia registrando le loro osservazioni su una carta geologica e sottolineando l'origine vulcanica di questa regione.
La geologia si è scontrata per lungo tempo contro le idee di molti esponenti della Chiesa cattolica riguardante l'età della Terra. In effetti, il concetto chiave della geologia è il periodo (durata), e le prime osservazioni scientifiche contraddicono direttamente l'insegnamento biblico così come si trova nel primo capitolo del Vecchio Testamento, dove tratta della Genesi, vale a dire che la Terra fu creata in sei giorni.

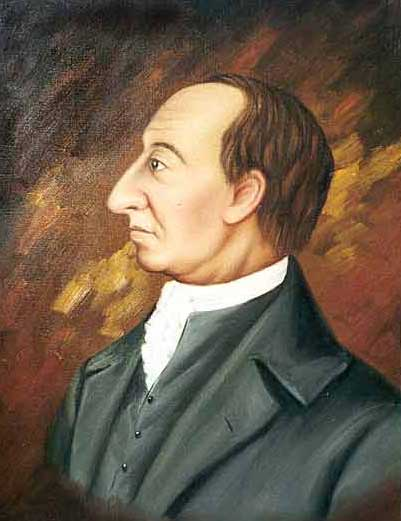
James Hutton (1726–1797)

Lo scozzese James Hutton (1726–1797) è considerato come il padre fondatore della geologia moderna. Nel 1785 presenta un articolo intitolato Teoria della Terra; o un'indagine delle leggi osservabili nella Composizione, Dissolvimento e Ristabilimento delle terre sul globo che fu pubblicato nel 1788 nelle «Transactions of the Royal Society of Edinburgh ». Questo articolo, sotto una forma praticamente immutata, costituisce il primo capitolo della sua opera apparsa nel 1795 in due volumi, intitolata Theory of the Earth, with Proofs and Illustrations (Teoria della Terra, con Prove e Illustrazioni) che può eessere considerata il primo trattato moderno di geologia, visto che Hutton vi espose i principi di uniformitarismo e di plutonismo.
La nuova teoria geologica che Hutton propose implica che la Terra debba essere ben più vecchia di quanto si fosse supposto fino allora. In effetti, i tempi in cui le montagne iniziarono ad erodersi, e i tempi in cui vennero apportati i sedimenti per formare nuove rocce sotto il mare, che a loro volta saranno sollevate emergendo in superficie, non si può affatto valutare in millenni, ma debba invece calcolarsi in decine o addirittura centinaia di milioni di anni. Hutton fu senza dubbio un brillante ricercatore, ma espose le sue idee scritte in maniera troppo confusa e complicata affinché la sua geniale opera fosse immediatamente compresa. È il suo amico, il matematico scozzese John Playfair (1748–1819) che ne fece un'esposizione chiara e accessibile al vasto pubblico nel suo libro intitolato Illustrations of the Huttonian Theory of the Earth, apparso nel 1802. È grazie a questa agevolazione di Playfair che la teoria di Hutton fu conosciuta e finalmente accettata da un numero sempre crescente di geologi, tra i quali figurerà lo scozzese Charles Lyell.
I successori di Hutton furono conosciuti sotto l'appellativo di plutonisti, poiché essi pensavano che le rocce fossero formate dal deposito di lava prodotto sotto la terra dentro i vulcani. In ciò essi si opponevano a coloro cosiddetti nettunisti che pensavano che le rocce si fossero formate nel grande oceano dove il suo livello veniva ad abbassarsi nel corso del tempo. Benché difensore essenzialmente delle tesi nettuniste, Georges Cuvier (1769–1832) e Alexandre Brongniart (1770–1840) postuleranno nel 1811 anche un'età molto più grande per la Terra. La loro teoria fu ispirata dalla scoperta da parte di Cuvier di fossili d'elefanti a Parigi. Per corroborare la loro tesi essi formuleranno il principio stratigrafico secondo il quale gli strati geologici sovrapposti rappresentano una successione nel tempo. Tuttavia, essi non furono i primi ad enunciare il principio fondamentale della stratigrafia, poiché furono, apparentemente a loro insaputa, preceduti da Nicolas Stenon (1638-1686) e dall'autodidatta William Smith (1769–1839) il quale disegna alcune delle prime carte geologiche (1799 e 1815) cominciando l'ordinamento degli strati geologici d'Inghilterra 1799 e di Scozia ed esaminando inoltre i fossili in esso contenuti.

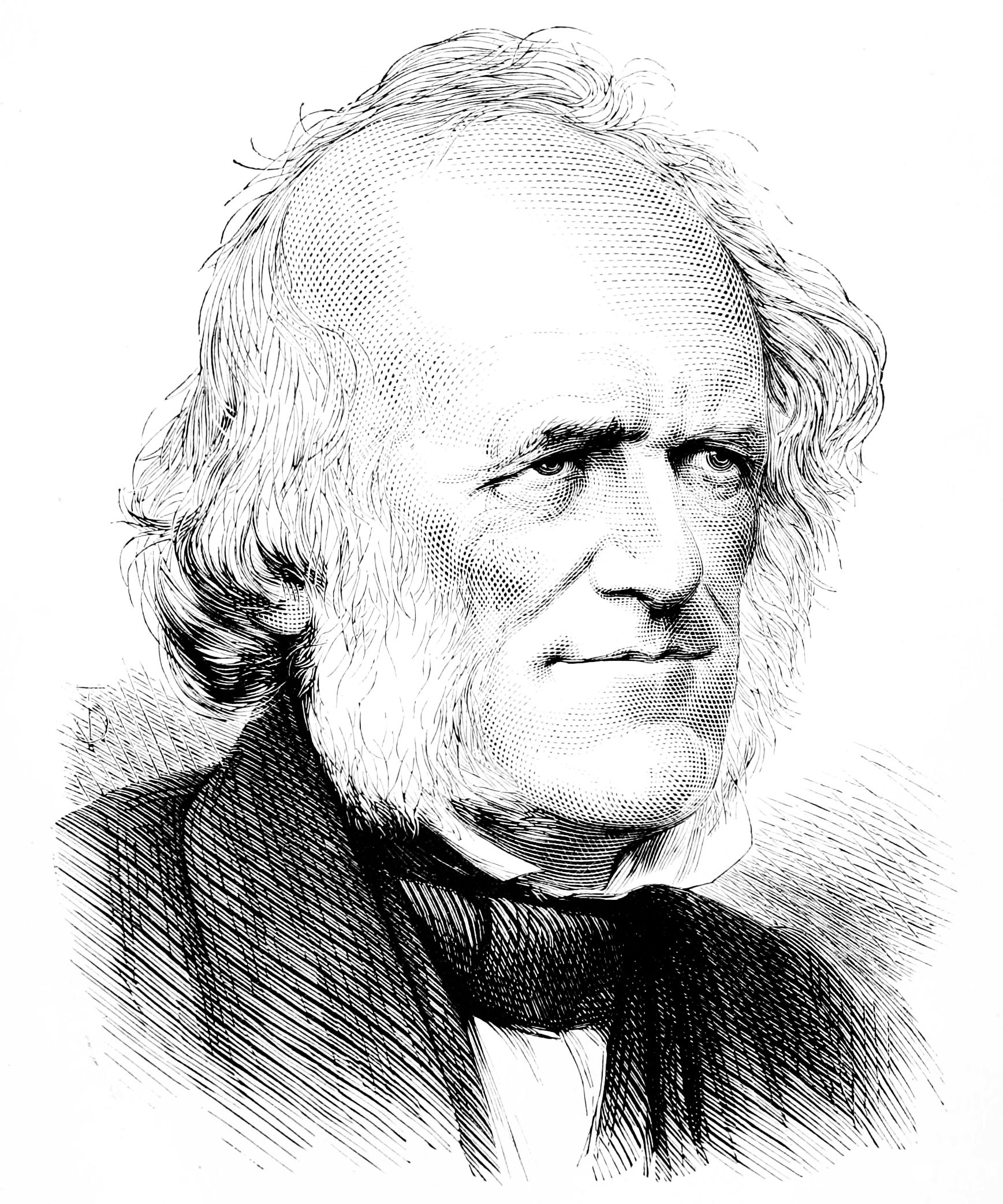
Charles Lyell (1797–1875)

Sir Charles Lyell (1797–1875) pubblicherà la prima edizione dei suoi Principi di Geologia nel 1830, che aggiornò con nuove edizioni fino alla sua morte nel 1875. Egli pensava a ragione che i processi geologici erano lenti e avessero avuto luogo durante tutta la storia della Terra, e proseguissero allo stesso modo al giorno d'oggi. Questa teoria, l'attualismo, si oppone al catastrofismo secondo il quale le caratteristiche terrestri si sono formate ed evolute grazie a una serie di avvenimenti catastrofici. Sebbene le osservazioni contraddicano questa idea, i creazionisti ancora adesso non rifiutano un'interpretazione letterale degli scritti biblici. I lavori di Lyell, e i principi di cronologia relativa ben noti e ben sviluppati all'epoca, hanno condotto Charles Darwin (1809–1882) a pubblicare nel 1859 la sua opera monumentale, e cruciale per le idee filosofiche, intitolata The Origin of Species (L'origine delle specie) e più tardi, nel 1871, la sua non meno importante opera concernente gli antenati dell'uomo (The Descent of Man, and Selection in Relation to Sex). L'osservazione di fossili in cima e ai piedi delle Ande spinge questo autore ad interrogarsi sulla serie di avvenimenti che avevano potuto portare a questa distribuzione disparata.
Nel XIX secolo, la geologia si dedica dunque seriamente alla spinosa questione dell'età della Terra. Le stime oscilleranno tra appena centomila fino a diversi miliardi di anni. La comunità geologica ha potuto tuttavia intendersi sul fatto che la Terra doveva almeno avere parecchie centinaia di milioni d'anni. A quest'epoca i fisici, e in particolare il molto influente Lord Kelvin, non accettarono molto questa ultima stima. In effetti, utilizzando le leggi della termodinamica, Lord Kelvin aveva calcolato che la Terra, nel raffreddarsi gradualmente dopo la sua formazione, doveva avere all'incirca cinquanta milioni di anni. Questo risultato suppone però che la diffusione del calore si attua per semplice conduzione, ignorando i fenomeni di convezione, sottostimando così l'età reale della Terra, errore segnalato da John Perry nel 1894.. La spiegazione di Perry non fu accettata che nella seconda metà del XX secolo; l'errore di Kelvin essendo stato attribuito in un primo tempo all'ignoranza della radioattività insita nelle viscere della Terra, che fu scoperta nel 1896 da Henri Becquerel e Pierre e Marie Curie. La radioattività ha permesso dopo d'apportare una datazione delle rocce più antiche.

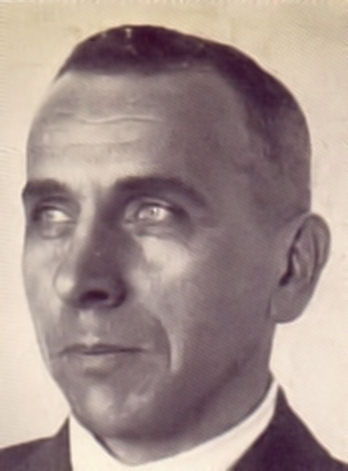
Alfred Wegener (1880–1930)

Un nuovo passo in avanti, definito «rivoluzionario » da alcuni geologi, ebbe luogo in geologia negli anni sessanta. Si trattava dello sviluppo e accettazione da parte della comunità scientifica della tettonica delle placche, consistente in una rivitalizzazione della teoria della deriva dei continenti, proposta dal 1912 dal meteorologista tedesco Alfred Wegener (1880–1930), ma rigettata di primo acchito dalla maggioranza dei geologi (DuToit in Sudafrica e Arthur Holmes in Scozia costituiscono importanti eccezioni) e dalla totalità dei geofisici. In realtà, la teoria di Wegener peccava di due punti deboli:
1. con i metodi geodetici dell'epoca, era impossibile mettere in evidenza la deriva di due continenti l'uno in rapporto all'altro
2. nessuno riusciva a spiegare le forze capaci di muovere i continenti attraverso il mezzo resistente soggiacente.

Gli elementi che hanno finalmente suggerito al canadese William Jason Morgan e al francese Xavier Le Pichon la nozione di placche rigide trasportate dai movimenti di convezione nelle grandi profondità della Terra, alla maniera di veicoli e oggetti posti sui nastri trasportatori, sono:
- le misure paleomagnetiche,
- la cartografia dei fondali marini per bisogni commerciali e militari,
- la ricognizione delle dorsali medio-oceaniche e quelle dell'espansione dei fondi oceanici,
- la cartografia degli epicentri sismici su scala mondiale.

Le forze capaci di fare spostare continenti interi trovano dunque la loro origine nella grande riserva di calore all'interno della Terra.
La teoria della tettonica delle placche possiede il vantaggio di raggruppare geologi, geofisici e geodetici in una stessa impresa dove lo scopo è quello di conoscere sempre più il nostro pianeta. I geologi vi contribuiscono con le loro osservazioni sul terreno, i sismologi tramite lo studio dei meccanismi che producono i terremoti, i geodetici con la determinazione sempre più precisa delle ondulazioni del geoide e delle anomalie gravimetriche con loro conseguenze, e i geodinamici tramite una modellizzazione matematica delle correnti di convezione all'interno della Terra. Ma non bisogna dimenticare che si tratta sempre attualmente di una teoria che presenta molte lacune e debolezze, anche se i suoi punti essenziali sembrano definitivamente acquisiti.
Attualmente la geologia sta ridefinendo se stessa, ed è passata ad un approccio che alcuni geologi iniziano a definire "post attualista". In pratica non si discute il principio Huttoniano che le leggi fisiche attualmente vigenti erano vincolanti anche in passato, ma si rifiuta che l'unico modo per spiegare i fenomeni geologici sia utilizzare l'osservazione del presente (attualismo).
Alcuni fenomeni geologici e paleontologici sono spiegabili in maniera semplice ed efficace solo se si fa riferimento a fenomeni che nel mondo attuale non sono impossibili ma sono rarissimi o (fortunatamente) improbabili. In questa categoria ricadono tutta una serie di fenomeni catastrofici come l'impatto con un corpo celeste (cometa o asteroide), l'eruzione di un supervulcano o di vulcani ancora più grandi di quelli che esistono oggi sul pianeta, l'ipotesi del Verne shot, la scomparsa di un mare o di un oceano perché rinchiuso tra masse continentali, una mega alluvione causata dalla rottura di una diga di ghiaccio, il riempimento di un mare (come il Mar Nero) perché un istmo di terra crolla (per terremoto od erosione).
Queste teorie, rispetto all'uniformitarismo e all'attualismo dell'Ottocento, postulano una visione della terra molto più dinamica, in cui i fenomeni non sono più solo impercettibili e derivanti da un accumulo di fattori (come l'erosione) ma talvolta rapidissimi e quasi istantanei rispetto ai tempi geologici. In pratica una riedizione, ampiamente scientifica, del catastrofismo settecentesco.
Queste nuove teorie vennero avanzate una prima volta, e senza alcun successo, durante gli anni venti dal geologo statunitense J. H. Bretz che formulò l'ipotesi di una gigantesca e rapida alluvione, per spiegare il paesaggio della zona di Spokane nello Stato di Washington, in particolar modo postulava che, alla fine dell'ultima glaciazione, un enorme bacino lacustre, per lo scioglimento dei ghiacci che lo isolavano, si fosse riversato sulla terra.
Questa teoria, con numerosi aggiustamenti, è poi stata verificata nel corso degli anni sessanta.
Contemporaneamente un team internazionale di scienziati che studiava i fondali oceanici si accorse che il Mediterraneo si era prosciugato almeno una volta, e più probabilmente svariate volte, nel corso della sua storia, probabilmente perché si era formato un istmo vulcanico nei pressi del canale di Gibilterra. Di questo team faceva parte Kenneth J. Hsu, uno dei primi sostenitori della necessità di guardare oltre all'attualismo, poiché oggi nessun mare si sta prosciugando quel fenomeno geologico va studiato a mente libera da preconcetti.
Poco dopo Walter Alvarez, studiando i calcari di Gubbio per datarne radioattivamente l'età, trovò un'anomalia di iridio nel limite K-T, formulando l'ipotesi, poi confermata, di un catastrofico impatto cometario o di un asteroide con la Terra, sufficiente a causare l'estinzione di un'enorme quantità di specie nel giro di poche generazioni, o addirittura di pochi mesi.
In conclusione la storia della terra fu per buona parte del tempo priva di eventi traumatici, e modificata da eventi "normali" come l'erosione, la sedimentazione, l'orogenesi, la deriva continentale. Eventi cioè che modificavano il paesaggio lentamente e inesorabilmente, accumulando il cambiamento.
Eugene Shoemaker iniziò a studiare gli eventi da impatto, sia sulla terra, sia, per quanto possibile, su altri corpi planetari come la Luna, Marte o i satelliti di Giove.
Molti di questi scienziati negli anni ottanta diedero vita ad una scuola di pensiero iconoclasta, nota come "Renaissance Geology Group".
Di tanto in tanto però eventi rari ma normali (come un'eruzione vulcanica, l'impatto con un corpo celeste, o un terremoto) possono assumere proporzioni gigantesche e modificare sensibilmente il paesaggio di province, regioni, o addirittura di un intero pianeta.